# Дефекация
Дефекация (разговорно: изхождане, акане, вулгарно: сране, диалектно: какане, жаргонно: кендзане) е действие, при което живият организъм изхвърля изпражнения от храносмилателния тракт. Хората отделят изпражнения между няколко пъти дневно до няколко пъти седмично, а някои с лениви черва или запек – до един път седмично.
Вълнообразните движения от мускулни контракции, познати като перисталтика на стените на червата, придвижват изпражненията през храносмилателния тракт към ректума. Ампулата на ректума (анатомично позната като ampulla recti) служи за временно хранилище за изпражненията. Когато стените ѝ се разтеглят от постъпващите изпражнения, специални нервни рецептори за разтягане, разположени в стената на ректума, стимулират позив за дефекация. Често, ако нуждата не бъде задоволена навреме, отпадъците от ректума се връщат обратно в дебелото черво, където продължава абсорбирането на вода. Ако дефекацията се отлага за по-продължително време (човек се „стиска“), фекалната материя се втвърдява, което предизвиква запек.
Когато ректумът е пълен, увеличаването на вътрешноректалното налягане разтваря стените на аналния канал, позволявайки на изпражненията да навлязат в канала. С изтласкването им ректумът се свива и перисталтична вълна ги избутва извън ректума. Мускулите на вътрешния и външния сфинктер разтварят ануса и позволяват изпражненията да бъдат пропуснати.
Също така, натискането на диафрагмата надолу с дълбоко поемане на въздух и свиване на коремните мускули увеличава налягането върху червата и може да предизвика дефекация. Това позволява на хората да се изходят без да имат позив. Този метод, наречен „маневра на Валсалва“, изисква напъване и не може да замени естествения рефлекс за дефекация, защото не изпразва напълно ректума и сигмуидното черво, тъй като липсват естествените перисталични вълни, които изтласкват изпражненията навън. Ако естественият позив бива системно игнориран, това предизвиква нечувствителност към позивите за дефекация и хроничен запек.
По време на дефекация гръдните мускули, диафрагмата, стомашните мускули и тазовата диафрагма оказват налягане върху храносмилателния тракт, а дишането временно се прекратява, докато дробовете изтласкват диафрагмата надолу, за да окажат натиск. Кръвното налягане се увеличава в цялото тяло, а количеството кръв, изпомпвано от сърцето, намалява. Познати са случаи на смърт по време на напъване за дефекация, защото повишеното кръвно налягане предизвиква пробив на аневризмата или отлепяне на тромб.
Дефекацията може да бъде и неконтролируема (разговорно: насиране). Загубата на контрол може да бъде причинена от физическо увреждане, силни емоции, намалена абсорбация на вода в дебелото черво (диария). Виж мед. инконтиненция за повече информация.
Позата и времетраенето на дефекацията зависят от културните особености. В някои части на света като Източна Азия, в селските райони на България, Близкия изток е общоприето да се кляка (обикновено става в т.нар. клозет, който представлява външна постройка с дупка в пода), докато в повечето от западните държави се използва тоалетна чиния. Също така при различните нации анусът може да бъде изчистен с вода (чрез поливане или на биде), тоалетна хартия, листа, царевична шума (в Япония) и т.н.
Клекналата стойка прави дефекацията по-лесна и пълна, защото клечането освобождава ректалния канал и изисква по-малко напрягане на мускулите за изпразване на ректума. Освен това клечането е по-хигиенично, тъй като се избягва инфекция от евентуално заразена тоалетна чиния, а и в клекнало положение бутовете на задните части се разтварят напълно и изхождането става по-чисто, тъй като в по-малка степен се замърсяват анусът и задните части.
Две независими научни изследвания, едното , извършено от Медицинския университет в Тебриз, Иран и другото извършено в Sakura Medical Center, Toho University, Япония, сочат, че дефекацията в седнало положение е непълна и може да е предпоставка за развитието на чревни заболявания.
Според някои съвременни изследвания при хората, за които е характерна клекнала стойка при дефекация, рискът от хемороиди, апендицит, рак на червото и други заболявания е по-малък. 